# Jeannette Aubert-Pinci
Jeannette Aubert-Pinci, née le 16 juin 1920 dans le 5e arrondissement de Paris et morte le 8 octobre 2004 à Nice, est une plongeuse française. 

## Biographie
Jeannette Aubert-Pinci est médaillée de bronze en tremplin à 3 mètres aux Championnats d'Europe 1947 à Monaco. Elle termine dixième de cette épreuve aux Jeux olympiques d'été de 1948 à Londres.